# Prilep
Prilep (makedonsky Прилеп, řecky Πρίλαπος, arumunsky Parleap, albánsky Përlep) je město v Severní Makedonii, 128 km jižně od Skopje a 44 km od Bitoly. Žije zde takřka 74 000 obyvatel a jedná se tak o čtvrté nejlidnatější město v zemi. Město je známé svým tabákem, který se pěstuje v širokém okolí a zpracovává jej místní kombinát, dále podle pevnosti Markovi Kuli v blízkosti Prilepu.

## Název
Název města je slovanského původu a odkazuje na to, že střed města byl přilepen na jednu stranu svahu hory.

## Klimatické poměry
Průměrná teplota zde dosahuje 11,2 °C (cca o 2 stupně více než v Česku), slunce ročně svítí v průměru 2321 hodin.

## Historie
Oblast dnešního města Prilep byla osídlena již v prehistorickém období. V jeho blízkosti se nacházelo v dobách existence Římské říše město Styberra, jehož pozůstatky se dochovaly do současné doby. Archeologická lokalita se nachází u obce Čepigovo. Pozůstatky dávného osídlení byly nalezeny i v lokalitě Markovi Kuli v blízkosti Prilepu.
Město bylo osídleno ve středověku Slovany. Jeho střed se nachází na vyvýšenině, která dominuje okolní krajině. První zmínka o něm se současným názvem pochází z roku 1014. V té době bylo předmětem bojů mezi První bulharskou říší a říší byzantskou. Když po jedné z bitev car Samuel I. uviděl právě v Prilepu oslepené vojáky z jedné z předchozích bitev, tak dle legendy zemřel. Poté se Prilepu zmocnila právě Byzanc; při povstání se ale město následně opět odtrhlo. Zpět byl Prilep dobyt císařem Alexiem III., poté jej obsadili křižáci.

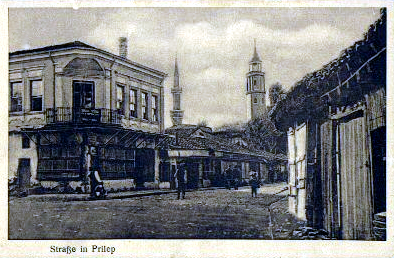
Město na přelomu 19. a 20. století.

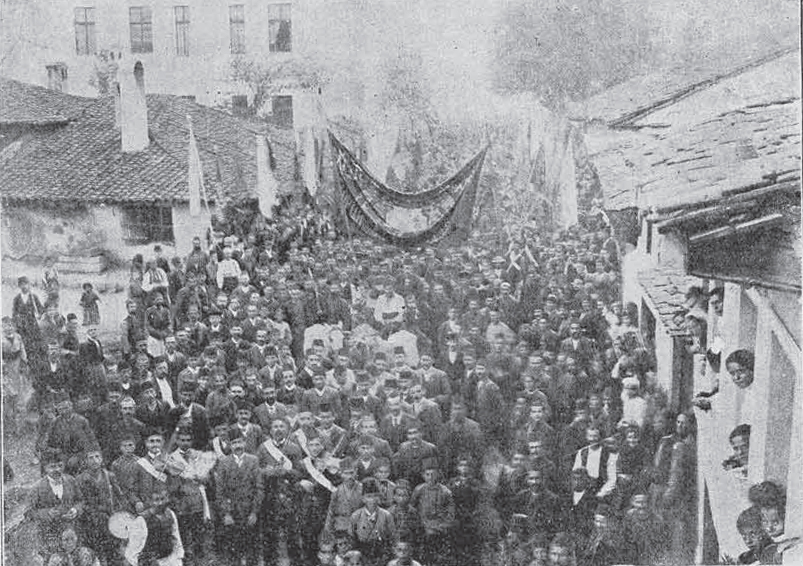
Mladoturecká revoluce v Prilepu.

V roce 1334 se stal Prilep součástí Dušanova císařství, jak dokládá rukopis dochovaný v treskaveckém klášteře. Ve své době patřil k jedním z hlavních měst Dušanovy říše.[zdroj?] Po roce 1365 bylo město ve správě nejprve Vukašina a později Kralevice Marka.
Osmanská říše obsadila Prilep v závěru 14. století, podle některých zdrojů v roce 1386, podle jiných roku 1395. Proti turecké nadvládě se místní slovanské obyvatelstvo bouřilo již v polovině 16. století (tzv. Prilepsko-mariovské povstání). Turecký cestopisec Evlija Čelebi zaznamenal v této době, že město mělo okolo tisíce domů, které byly zbudovány z pevného materiálu. Zaznamenal rovněž i tržiště (bazar) se zhruba dvěma stovkami obchodů. Ve své době zde byl vyhlášený bazar v celém Evropském Turecku (Rumélii) a trval 25 dní. Dále si poznamenal, že místní pevnost se nachází dále od města a stojí na černé skále.
V roce 1831 se uskutečnily v okolí Prilepu boje, které vedl albánský správce Mustafa Rashid Bushatlija.
Nejstarší dochovaný kostel (Blagoveštenský) v Prilepu pochází z roku 1838, vznikl v souvislosti s liberalizací náboženské politiky v evropském Turecku. Ve 40. letech téhož století zde vznikla také první lidová škola Cyrila a Metoděje. V závěru 19. století mělo město zhruba 6 500 obyvatel, stálo zde také 10 mešit a 5 medres (islámských škol). Administrativně bylo součástí manastirského (bitolského) vilájetu. Bylo rozděleno na 17 křesťanských a 10 muslimských částí (maalo/mahala).
V roce 1873 zde byl postaven první sklad tabáku na území dnešní Severní Makedonie. Roku 1887 zde bylo v ženské škole uskutečněno první divadelní představení.
Několik bojovníků ilindenského povstání pocházelo právě z Prilepu.
V roce 1910 se uskutečnila i v Prilepu rozsáhlá akce na odzbrojení sympatizantů mladotureckého hnutí. Zatčeno bylo několik desítek lidí.
Během první i druhé balkánské války probíhaly o město urputné boje. V první balkánské válce se odehrála bitva o město mezi postupující srbskou a bránící osmanskou armádou. Roku 1913 bylo město připojeno k Srbsku a později se stalo součástí Jugoslávie. Místní úřady se pokoušely o srbizaci místního obyvatelstva, což se setkávalo postupně s odporem např. středoškolských studentů. Jugoslávský stát se nicméně i přesto pokoušel zlepšovat infrastrukturní situaci města, stavěl například střední školy. Docházelo také ke střetům místních rolníků, kteří protestovali proti nízkým výkupním cenám tabáku.
Na počátku 30. let byl v Prilepu zaveden elektrický proud. V roce 1936 byla do Prilepu zavedena železnice. V té době byla také realizována elektrifikace města.
Po roce 1941 bylo připojeno k Bulharsku. Již v říjnu 1941 začaly na město útočit jednotky partyzánů. Dne 3. listopadu 1944 jej obsadily jednotky jugoslávských partyzánů, kteří porazili okupační německé vojsko. Později dostalo město za socialistické Jugoslávie ocenění Město hrdina. Místní dialekt byl vybrán pro podobu standardního makedonského jazyka. Po válce byl dále rozvíjen místní průmysl, především tabákový. Výsledkem byl prudký růst obyvatel, který znamenal vzestup z 25 tisíc před válkou na 30 tisíc v roce 1950 a 60 tisíc obyvatel do roku 1991.
60. a 70. letech byly zbudovány továrny „Partizan“, „Mikron“ a „Rudar“, které zaměstnávaly značnou část místního obyvatelstva. V blízkosti Prilepu byla rovněž vybudována i vodní nádrž, která sloužila k zavlažování okolních polí. Jugoslávký stát, resp. Republika Makedonie v rámci Jugoslávie vyvíjely i zde velké úsilí na snížení negramotnosti. Byly proto otevírány početné školy.
Od roku 1991 je město součástí nezávislé Severní Makedonie. V roce 2001 zde došlo k nepokojům mezi pravoslavnou (makedonskou) většinou a muslimskou menšinou; byla vypálena mešita a předtím se uskutečnilo několik bombových útoků na zdejší policejní stanice. Po podepsání Ohridské dohody se situace v Prilepu, stejně jako ve zbytku Severní Makedonie, uklidnila.

## Obyvatelstvo
Drtivá většina obyvatel Prilepu je makedonské národnosti. Mezi národnostní menšiny zde zastoupené patří Romové (cca 7 % obyvatel), žijí zde také velmi malé menšiny Srbů a Turků. 
V roce 2002 zde bylo napočítáno 69 704 obyvatel. Počet obyvatel zde postupně mírným tempem klesá; počet úmrtí překonal počet živě narozených okolo roku 2002.

## Kultura

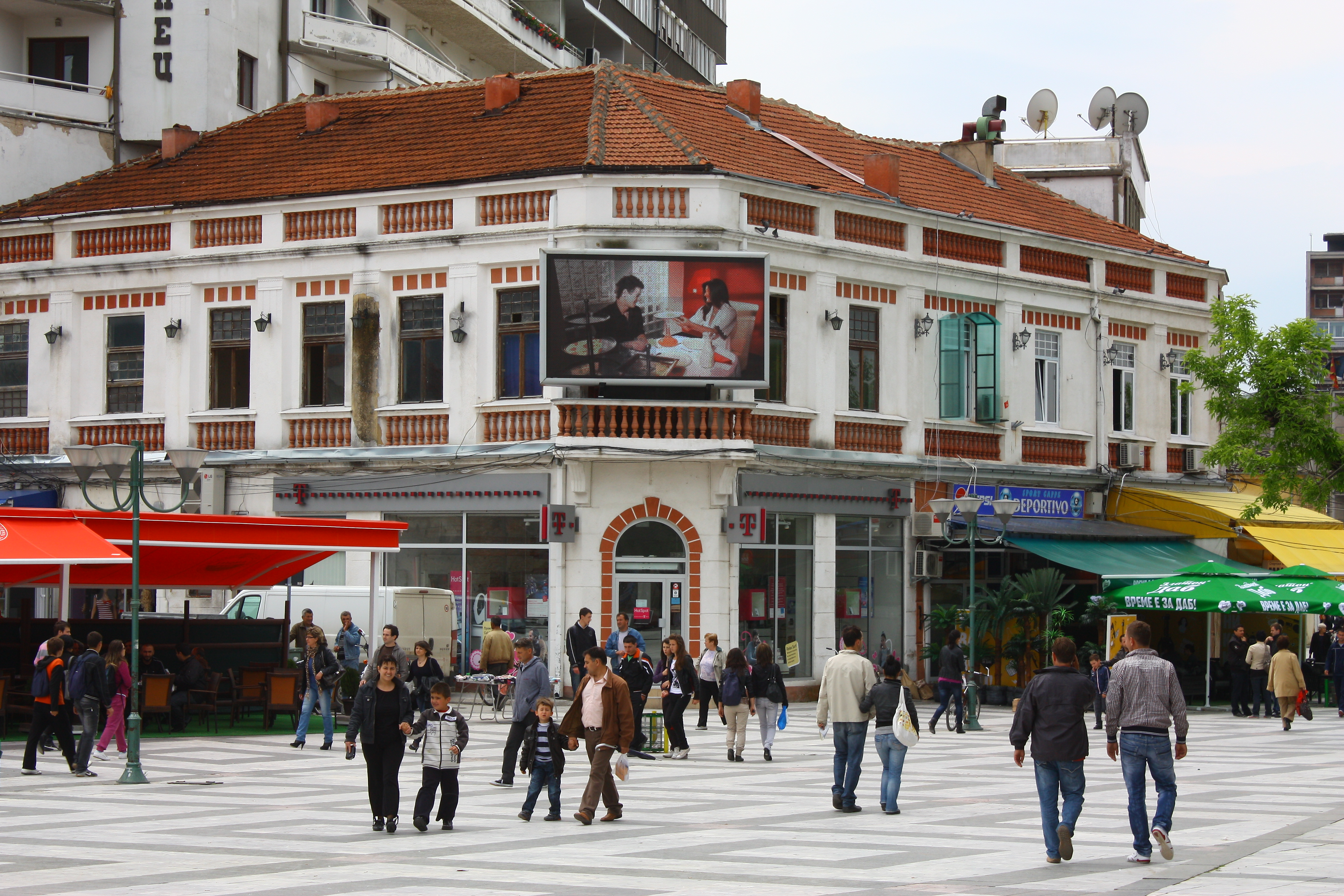
Dům ve středu města.

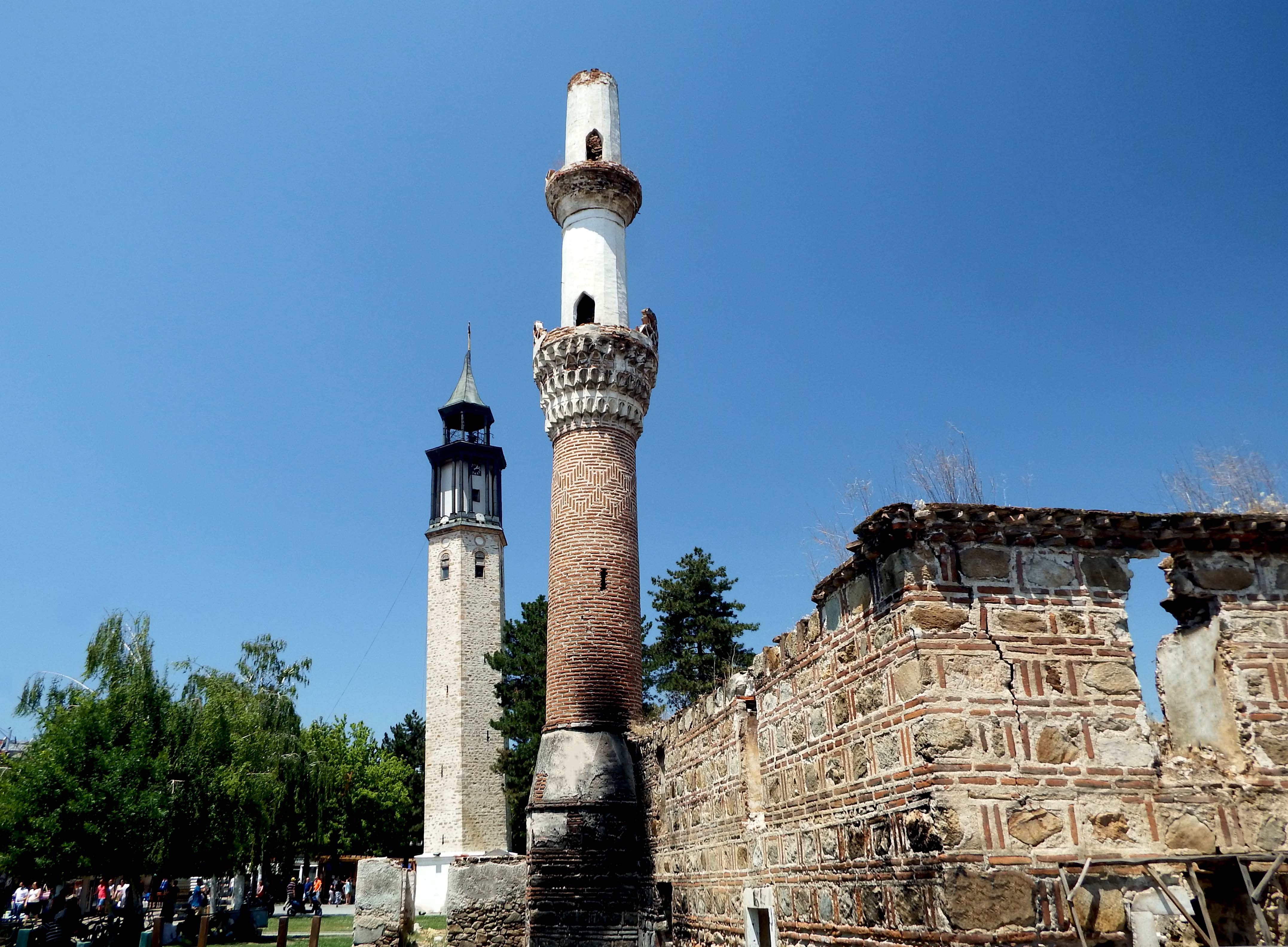
Hodinová věž a mešita Čarši džamija.

### Kulturní instituce
V Prilepu sídlí Institut staré slovanské kultury (makedonsky Институт за старословенска култура). V samotném centru města stojí na Náměstí umění (makedonsky Трг на Уметност) stejně jako v řadě dalších měst bývalé Jugoslávie také kulturní dům, který nese jméno Marka Cepenka, významného dokumentátora makedonské lidové slovenosti a kultury. Jeho součástí je divadlo, kino ale také knihovna (která nese název po Borku Taleském).
V Prilepu také stojí historické muzeum, věnované vypuknutí lidového povstání na území současné Severní Makedonie (11. října 1941). Sídlí v historické budově z počátku 20. století. Město má rovněž i své muzeum ikon a muzeum věnované partyzánovi Kuzmanovi Josifovskému - Pitu. Nacházelo se zde[zdroj?] rovněž i muzeum věnované tabákovému průmyslu.

### Památky
V samotném centru města, které se vyvinulo z tureckého trhu (čaršija) se nachází pozůstatky mešity (Čarši džamija). Postavena byla roku 1475. Cestovatel Evlija Čelebi ji označoval názvem Alaj-begova mešita. Historický střed města má dnes do jisté míry podobu pěší zóny a je z něj vyloučena automobilová doprava. Na hlavním náměstí se nachází socha kralevice Marka, jehož význam byl jistý v dějinách města.
V samotném středu města stojí dva kostely: Blagoveštenský a Preobraženský. Vznikly v 19. století, nejspíše po liberalizaci poměrů, kdy bylo v Osmanské říši povoleno stavět nové křesťanské svatostánky. Jednou z dominant města je, stejně jako je tomu v případě řady dalších balkánských měst, hodinová věž z roku 1826, která je kulturní památkou. Oběti nepokojů z přelomu století mezi Makedonci a Albánci připomíná památník s názvem Karpalak.
Ve městě se také nachází brutalistní památník neporaženým bojovníkům z druhé světové války. Stojí zde také Alej národních hrdinů.

### Kulturní akce
Mezi kulturní akce, které jsou ve městě pořádány, patří každoroční Profesionální divadelní festival Makedonie, který připomíná odkaz Vojdana Černodrinského, který se narodil ve vesnici Selci nedaleko Strugy a Debaru
Každý rok se v Prilepu také koná festival Pivofest, který navštíví okolo dvou set tisíc lidí. Koná se zpravidla během měsíce července. Také se zde koná karneval Pročka.
Od roku 1957 existuje v Prilepu umělecká kolonie, o jejíž vznik se zasloužil Boško Babiḱ. Ročně se pořádá v Prilepu setkání malířů a sochařů a jejich práce jsou vystaveny.

## Ekonomika
Město je známé ve svém regionu především díky pěstování tabáku a výrobě cigaret. Hlavní podnik, který zde působil ještě v dobách existence socialistické Jugoslávie, nesl název Tutunski kombinat Prilep. V současné době v tabákovém průmyslu pracuje okolo 1200 lidí a jeho podíl na celkové ekonomice města činí 11 %. V roce 2017 bylo v Prilepu a okolní krajině (Prilepsko pole) vyprodukováno celkem 9867 tun tabáku, což představuje 43 % z celkového množství tabáku vyrobeného v Severní Makedonii.  Průmyslové oblasti leží na západním okraji města a přiléhají k železniční trati, která přes Prilep vede.
Mezi další zastoupená odvětví průmyslu patří například zpracování kovů, elektronika, dřevovýroba a textilní výroba. V okolí Prilepu se také těží mramor, existují i ložiska železné rudy. Jedenáctiprocentní podíl na místní ekonomice má také zemědělství.

## Bezpečnost
Severovýchodně od středu města leží kasárna armády Severní Makedonie, která nesou název po Mirče Acevovi.

## Doprava

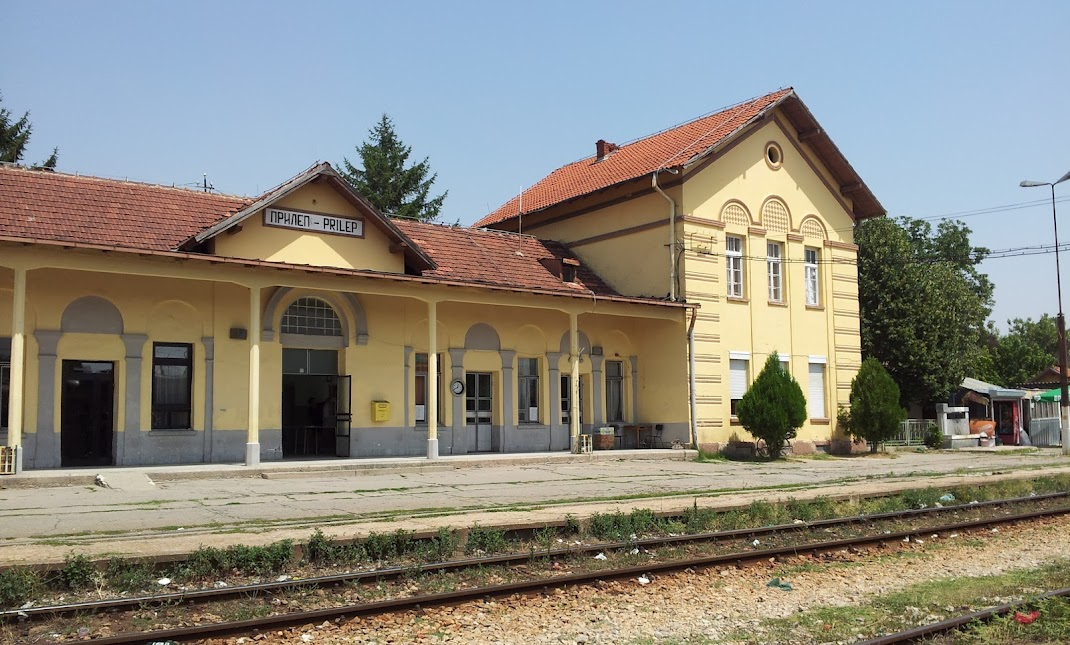
Prilepské nádraží.

Prilepem prochází již zmíněná železniční trať Veles–Kremenica. Nevede samotným středem města, ale obchází východní okraj Prilepu. V jejím okolí je umístěna řada průmyslových oblastí. 
Hlavní silniční tahy směřují do Bitoly, Kavadarců (k hlavní dálnici) a do Makedonského Brodu. Komunikace do Bitoly je dálnice postavená jen v polovičním profilu, předmětem diskuze je její dokončení na plnohodnotnou dálnici.
Od roku 2014 je v Prilepu provozována městská doprava. Za první tři roky provozu přepravila přes milion cestujících. Jedná se o několik autobusových linek, které většinou využívají žáci při cestě do školy.

## Školství

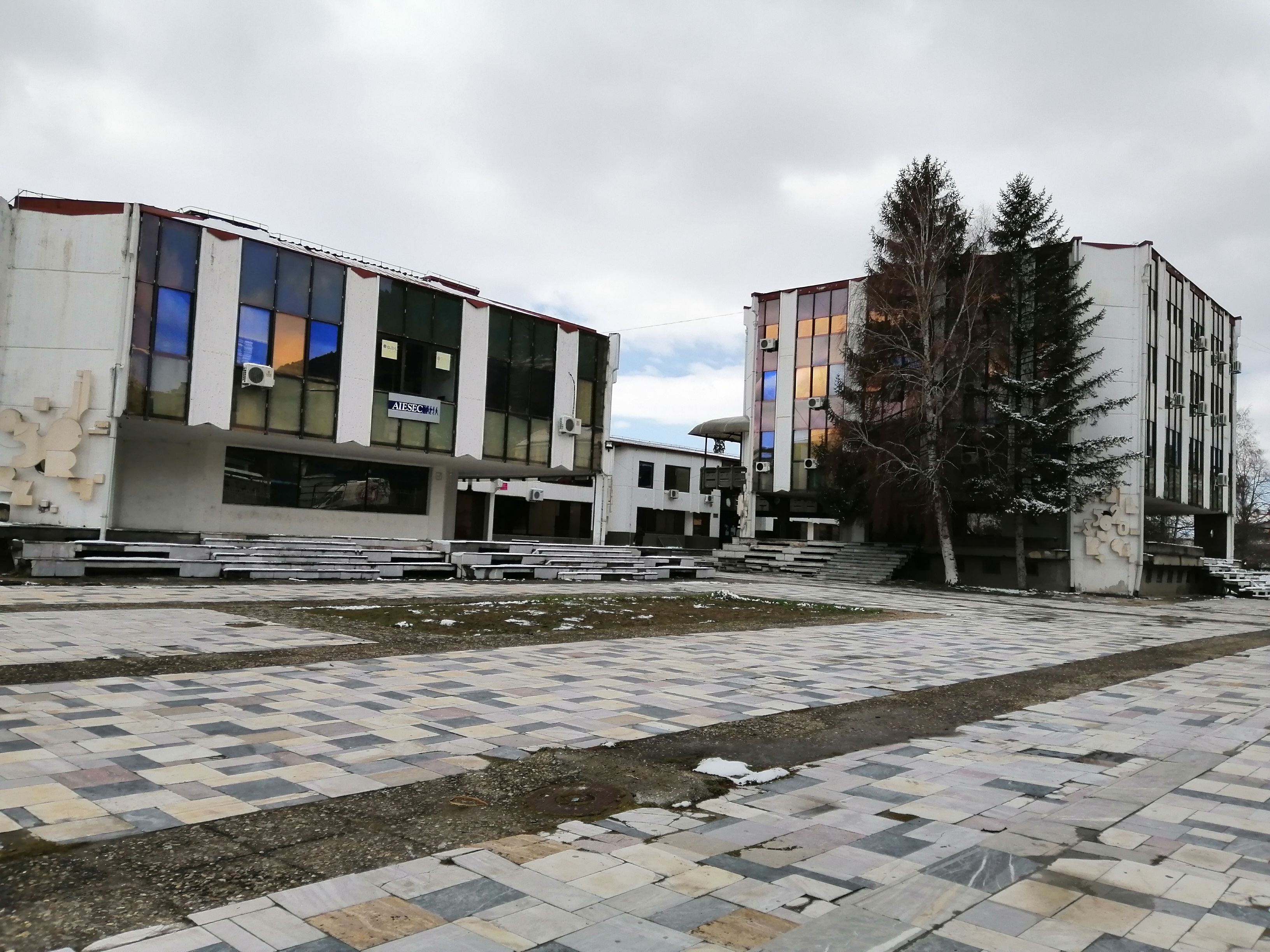
Budova ekonomické fakulty v Prilepu.

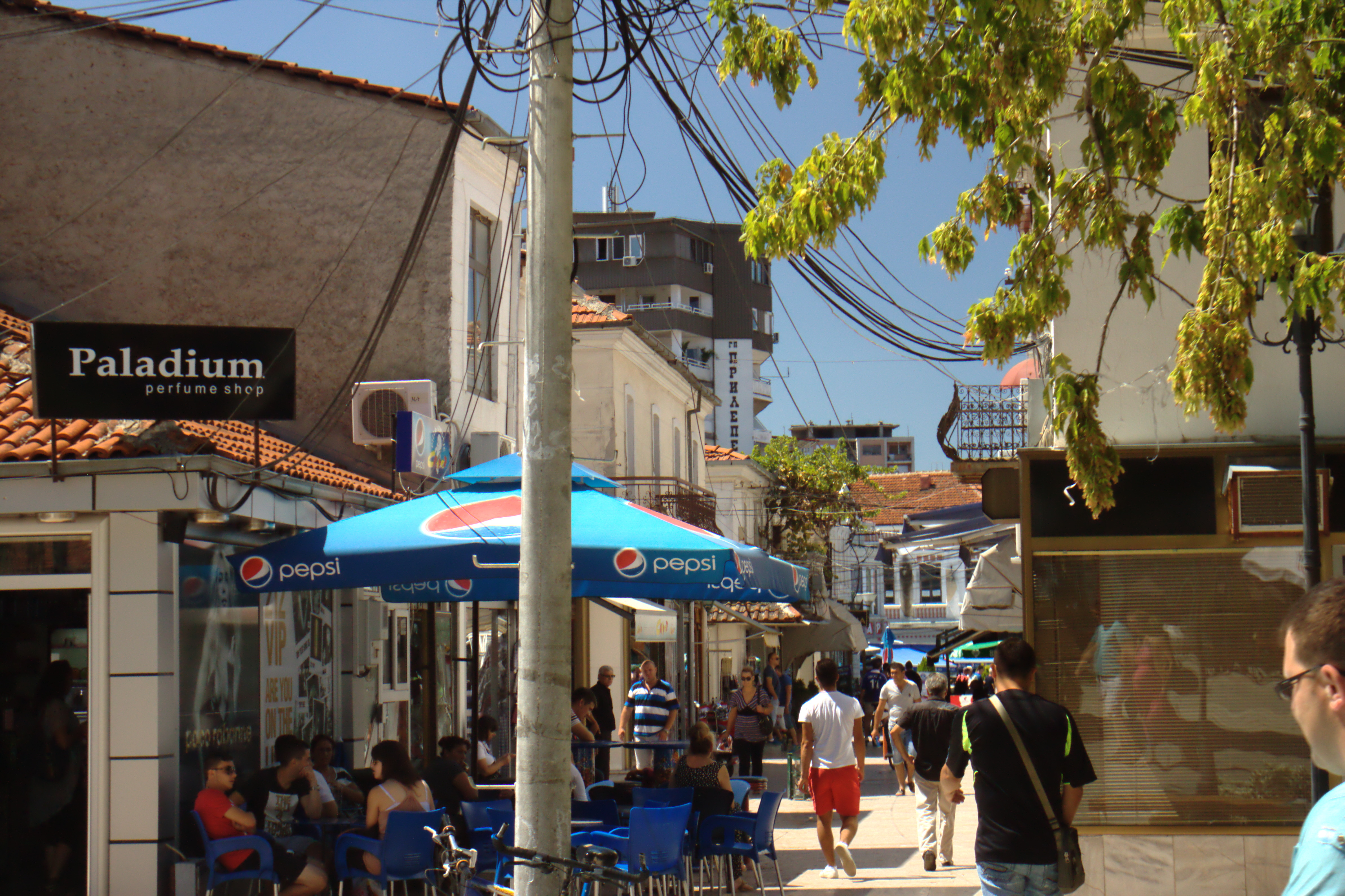
Střed města.

V Prilepu se nachází několik základních škol, které nesou názvy podle významných osobností makedonských dějin. Jedná se celkem o sedm škol. Středních škol existuje celkem pět. Kromě toho se ve městě ještě nachází některé části ekonomické fakulty Univerzity sv. Klimenta Ochridského v Bitole.

## Zdravotnictví
Ve městě se nachází Všeobecná nemocnice.

## Osobnosti
Z Prilepu pocházejí tyto významné osobnosti:
- Kuzman Josifoski - Pitu, partyzán
- Danail Krapčev, novinář
- Fethi Okyar, turecký politik
- Dimitar Talev, novinář
- Krume Kepeski (1909–1988), jazykovědec
- Ipče Ahmedovski, zpěvák
- Gregory Akindynos, teolog
- Ezgjan Alioski, fotbalista
- George Atanasoski, politk a podnikatel
- Dimitar Talev, spisovatel
- Elena Velevska, zpěvačka

## Ocenění
Spolu s několika dalšími městy získalo ještě za existence socialistické Jugoslávie město ocenění Řád lidového hrdiny (srbochorvatsky Orden narodnog heroja) za svoji roli v druhé světové válce. Udělen byl roku 1956.

## Partnerská města
- Asenovgrad, Bulharsko[25]
- Topoľčany, Slovensko[26]
- Černihiv, Ukrajina[27]
- Koper, Slovinsko
- Garfield, New Jersey, USA
- Tire, Turecko
- Vincent, Austrálie
- Radom, Polsko - připravuje se